# Consejo de Reconstrucción de San Juan
El Consejo de Reconstrucción de San Juan fue un organismo público de Argentina creado en 1944 después del terremoto sucedido ese año en la provincia de San Juan, en la región de Cuyo.

## Historia
Por decreto n.º 17 432 del 1.º de julio de 1944 del presidente, general Edelmiro J. Farrell, el Poder Ejecutivo Nacional creó el Consejo Nacional de Reconstrucción de San Juan, dependiente del Ministerio del Interior. Se le asignó al nuevo organismo la siguiente función:

(…) realizar todos los estudios, trabajos y actos tendientes a reconstruir la ciudad de San Juan y demás centros urbanos afectados por el sismo del 15 de enero de 1944 (…)
Decreto n.º 17 432, Artículo 1.º

En 1964, bajo la presidencia de Arturo Umberto Illia, el Poder Legislativo sustituyó la denominación del Consejo de Reconstrucción de San Juan por «Consejo Nacional de Construcciones Antisísmicas y de Reconstrucción de San Juan» (ley n.º 16 465, sancionada el 30 de julio de 1964 y promulgada el 14 de agosto del mismo año).
Con el Consejo Nacional de Construcciones Antisísmicas y de Reconstrucción de San Juan en liquidación, en 1972 el Poder Ejecutivo transformó a la Dirección General de Construcciones Antisísmicas (dependiente de aquel) en Instituto Nacional de Prevención Sísmica, dependiente del Ministerio de Obras y Servicios Públicos (ley n.º 19 616, sancionada y promulgada por el presidente de facto Alejandro Agustín Lanusse el 8 de mayo de 1972).